# Ава Роуз
Ава Роуз (на английски: Ava Rose) е американска порнографска актриса, родена на 9 февруари 1986 г. в Сътън, Аляска, САЩ.
Нейната по-малка сестра Мия Роуз е също порноактриса.
Преди да започнат да снимат порно двете сестри – Ава и Мия, работят като стриптийзьорки в град Рино, щата Невада.